# Corinantina
Corynanthine, también conocido como rauhimbina , es un alcaloide que se encuentra en las especies de Rauwolfia y Pausinystalia (anteriormente conocido como Corynanthe, géneros de plantas). Se trata de uno de los dos diastereoisómeros de la yohimbina, siendo el otro la rauwolscina. También se relaciona con la ajmalicina.
Corynanthine actúa como un receptor adrenérgico alfa 1 y receptor adrenérgico alfa 2 antagonista con aproximadamente 10 veces la selectividad para el sitio anterior sobre el último. Esto está en contraste con la yohimbina y la rauwolscina que tiene alrededor de 30 veces mayor afinidad por α 2 -adrenérgico sobre α 1 -adrenérgico. Como resultado, corynanthine no es un estimulante (o un afrodisíaco para el caso), sino un depresor , y probablemente juega un papel en las propiedades antihipertensivos de los extractos de Rauwolfia. Al igual que la yohimbina y rauwolscina, corynanthine También ha demostrado que posee alguna actividad en los receptores de la serotonina.